# Янковский, Владимир Викторович
Владимир Викторович Янковский (9 февраля 1926, Саратов — 7 февраля 1980) — музыковед
 и композитор, член Союза композиторов СССР  с 1961 года, Заслуженный деятель искусств Киргизской ССР (1975).

## Основные опубликованные работы
- Первенец киргизской оперы. — Сов. музыка, 1964, № 4, с. 154;
- К вопросу об изучении музыкального наследия Токтогула. — В кн.: Токтогул — наш современник. Фрунзе: Илим, 1966, с. 17-22;
- Композиторы Киргизии. — Фрунзе: Кыргызстан, 1967;
- Разделы по истории киргизского музыкального искусства. — В кн.: История киргизского искусства (совместно с Б.Алагушовым). Фрунзе: Илим, 1971;
- О некоторых интернациональных элементах в киргизском музыкальном инструментальном фольклоре. — В кн.: Национальное и интернациональное в искусстве. Фрунзе: Кыргызстан, 1973, с. 141—171;
- Киргизская ССР (разделы по киргизской музыкальной культуре) в многотомнике «История музыки народов СССР», тт. 3, 4, 5. М.: Сов. композитор, 1972—1974 гг.;
- Серьёзная музыка и массовый слушатель. — В кн.: Искусство и человек. Фрунзе: Илим, 1981, с. 163—176;
- Музыкальная культура Советской Киргизии (1917—1967 гг.) — Фрунзе: Илим, 1982. — 147 с.

## Основные сочинения
- Торжественная песня для солиста, хора и симфонического оркестра «Под знаменем отчизны моей» на слова А. Токомбаева (1961);
- увертюра на киргизские и русские темы для оркестра киргизских народных инструментов (1962);
- праздничная увертюра для симфонического оркестра (1967);
- музыка к драматическим спектаклям: «Обжалованию не подлежит» Т. Абдумомунова (в соавторстве с М. Абдраевым и Н. Давлесовым), «Незабываемые дни» Б. Омуралиева;
- музыка для кукольных спектаклей «Лучше Ферды нет на свете» (1967), «Петушок и подсолнух» К. Мешкова (1970);
- песни, романсы, хоры и камерно-инструментальные произведения.

## Нотография
- Прелюдия для фортепиано. На правах рукописи. Издание Музфонда СК Киргизской ССР. Фрунзе, 1968.